# Général, nous voilà!
Général, nous voilà! es una película documental de 1997 dirigida por Ali Essafi en su debut como director. Ganó el Gran Premio del Jurado en el Festival Internacional de Cine Francófono de Namur. Se proyectó en el Festival de Cine de Cartago y en la Bienal de Cine Árabe de París.